# Lewia viburni
Lewia viburni är en svampart som beskrevs av E.G. Simmons & McKemy 2002. Lewia viburni ingår i släktet Lewia och familjen Pleosporaceae.   Inga underarter finns listade i Catalogue of Life.